# Andrea De Alba
Andrea De Alba Ramírez (Puerto Vallarta, Jalisco, 2 de enero de 1996) es una actriz, cantante, modelo, bailarina y locutora mexicana, conocida por interpretar a Carmín Laguardia en la serie original de Disney Channel, Bia.

## Biografía
Andrea de Alba se graduó como Licenciada en Ciencias y Técnicas de la Comunicación en la Universidad del Valle de Atemajac en Guadalajara. Comenzó su carrera como locutora de radio en Guadalajara a la corta edad de 8 años, trabajando con su madre, la locutora, Erika Ramírez, en el programa para niños Pin Pong, para después integrarse a los programas El Reto oe y Un buen día, transmitidos en la estación de radio XEDK-AM del grupo radiofónico, Radiorama Occidente.
En paralelo a su carrera como locutora, se destacó como bailarina profesional, trabajó para diferentes marcas de prestigio, viajando por varios estados de la república mexicana, para después integrarse como integrante del ballet del programa de TV Azteca Sin control, transmitido por A+. También participó de la obra de teatro Amor hecho a mano.
En 2018, De Alba se mudó a Buenos Aires, Argentina, después de ser elegida por Disney para interpretar el personaje principal de «Carmín Laguardia», en la serie original de Disney Channel, Bia. Repite su papel en el especiall Bia: Un mundo al revés.
En el 2021, lanza su primera canción titulada «Casita de playa», junto a Jandino. En el mismo año forma parte del elenco principal de la película para televisión Génesis interpretando a «Julieta».

## Vida personal
Estuvo en una relación de 3 años con el actor, cantante ecuatoriano y coprotagonista de Bia, Jandino. Confirmó su separación el 16 de agosto de 2021.

## Filmografía

### Televisión
| Año       | Título                 | Rol              | Notas                  |
| --------- | ---------------------- | ---------------- | ---------------------- |
| 2017      | Sin control            | Ella misma       | Bailarina de ballet    |
| 2019-2020 | Bia                    | Carmín Laguardia | Elenco principal       |
| 2021      | Bia: Un mundo al revés | Carmín Laguardia | Especial de televisión |
| 2021      | Génesis                | Julieta          | Elenco principal       |
| 2023      | L-Pop                  | Andrea García    | Protagonista           |
| 2025      | Cautiva por amor       | Shaki            | Elenco principal       |

### Radio
| Año       | Título      |
| --------- | ----------- |
| 2004-2015 | Ping Pong   |
| 2009-2015 | El reto oe  |
| 2009-2015 | Un buen día |

### Teatro
| Año  | Título            |
| ---- | ----------------- |
| 2015 | Amor hecho a mano |

## Discografía
| Año  | Canción                                                   |  |
| 2019 | - «Thumbs Up» (de Bia) - «Cómo me ves» (de Bia)           |  |
| 2020 | - «Karma» (de Bia)                                        |  |
| 2021 | - «Casita de playa» (con Jandino) - «Call It a Ball Play» |  |
| 2023 | - «Si sigo mi corazón (versión pop)» (de L-Pop)           |  |